# André-Louis Simon
Pour les articles homonymes, voir Simon.
André-Louis Simon (Paris, 28 février 1877 - Londres, 5 septembre 1970), bibliographe et écrivain, était un contributeur dans le domaine de la littérature du vin, de l'œnologie et des études culinaires et de la gastronomie. Il a écrit de nombreux ouvrages en anglais, ainsi qu'en français. Il fut président dans les années 1930 de la Wine and Food Society.

## Publications
- A History of the Wine Trade in England. Vol.1: Des premiers temps au XIVe siècle. Vol.2 (1907) : XVe et XVIe siècles. Une étude rare et importante.
- Bibliotheca Vinaria. A Bibliography of Books and Pamphlets Dealing with Viticulture, Wine-Making, Distillation, the Management, Sale, Taxation, Use and Abuse of Wines and Spirits. Londres : Grant Richards, 1913. Réédité par Stephanie Hoppen aux éditions Holland Press suivant un manuscrit conservé à la bibliothèque du Wine Trade Club, où l'auteur avait porté de nombreuses augmentations et corrections autographes.
- In Vino Veritas: A Book About Wine. Grant Richards London 1913. Elles relatent des conférences données par Simon au Wine Trade Club pendant l'hiver de 1912-13.
- The Blood of the Grape: The Wine Trade Textbook. Duckworth & Co. Londres. 1920. Elles relatent des conférences délivrées par Simon au Wine Trade Club pendant l'hiver de 1919-20.
- Wine and Spirits: The Connoisseur's Textbook. Duckworth & Co. London. 1919. C'est une compilation d'articles qu'il avait écrit pour un magazine. Une histoire de vins autour du monde. L'introduction contient des commentaires intéressants au sujet du American Temperance Movement.
- Almanach du Franc buveur pour 1926 (avec la coll.de Léon Baranger). Le Livre, 1926.
- Bibliotheca Bacchica. Bibliographie raisonnée des ouvrages imprimés avant 1600 et illustrant la soif humaine sous tous ses aspects, ... Londres et Paris, Maggs Brothers 1927-1932. Londres : Holland Press 1972. Un complément important à la bibliographie de Vicaire avec plus de 700 entrées décrites en détail. Livres sur la viticulture, l'œnologie, les manières de se tenir à table, l'ivresse, les règlements et le commerce du vin et beaucoup autres sujets concernant le vin. Gérard Oberlé décrit cette édition comme "la plus belle bibliographie jamais imprimée sur les livres anciens concernant Bacchus et ses territoires". Il indique que l'auteur avait sans doute projeté de publier 4 tomes un par siècle. Seuls les deux premiers ont paru concernant les XVe et XVIe siècles. Les deux volumes ont été imprimés par Walter Lewis à la Cambridge University Press. Une bizarrerie éditoriale a fait que le tome 1 fut tiré seulement à 250 exemplaires et le tome 2 à 275 exemplaires.
- The Art of Good Living. A Contribution to the better Understanding of Food and Drink together with a Gastronomic Vocabulary and a Wine Dictionary. With... a foreword by Maurice Healy. Londres, 1929.
- Leaves from my Diary. Constable. Londres, 1933.
- Wine and the Wine Trade. Sir Isaac Pitman and Sons, Londres, 1934.
- A Wine Primer. Londres, Joseph, 1946.
- The Wines of The World. Pocket Library boxed set of Hock, Champagne, Sherry, Sauternes, Port, Claret, Burgundy, & South Africa, 8 volumes. Published by The Wine and Food Society, Londres, 1949, 1950.
- A Dictionary of Gastronomy. Wine and Food Society, 1949.
- Bibliotheca Gastronomica. A Catalogue of Books and Documents on Gastronomy. The Production, Taxation, Distribution and Consumption of Food and Drink. Their use and Abuse in all Times and Among all Peoples. Londres : the Wine and Food Society, 1953. Catalogue de la collection personnelle de l'auteur ; 1644 numéros avec pour certains des notices.
- English Fare and French Wines. Being Notes towards the furtherance of the Entente Cordiale Gastronomique. Londres, 1955, McGraw-Hill, 1969.
- The Noble Grapes and the Great Wines of France. New York, Toronto et Londres, McGraw-Hill, 1957. "Ce livre est entièrement différent d'environ une soixantaine que j'ai écrit pendant les cinquante années passées. C'est un livre qui contrairement à tous les livres qui ont été publiés sur le sujet des vins de France. Pourquoi ? Parce que c'est le premier livre qui donne une image vraie de quelques-uns de ces vins fait de différentes sortes de raisins. C'est la première fois dans l'histoire du commerce du vin et du livre que vous serez capable de voir la dimension exacte, forme et couleur des vins avec chacune des variétés principales de raisins"
- The Wine & Food Society of Southern California : A History with a Bibliography of André-L. Simon. Los Angeles : Anderson, Ward Ritchie & Simon 1957.
- The Star Chamber dinner accounts being some hitherto unpublished Accounts of Dinners provided for the Lords of the Privy Council in the Star Chamber, Westminster, during the Reigns of Queen Elizabeth I and King James I of England. George Rainbird for The Wine and Food Society London 1959. Une collection recueillie par l'auteur des dépenses pour les repas prodigués fournis pour le souverain pendant le Star Chamber.
- The History of Champagne. Ebury Press, 1962. Simon traite complètement tous les aspects de champagne et l'histoire de l'industrie depuis ses origines.
- In The Twilight. Londres : Michael Joseph, 1969. Une autobiographie écrite à 92 ans, en décrivant sa carrière exceptionnelle comme auteur gastronomique et expert en vin.